# Francisco Marroquín
Cet article concerne l'évêque. Pour l'université, voir Université Francisco Marroquín.
Pour les articles homonymes, voir Marroquín.

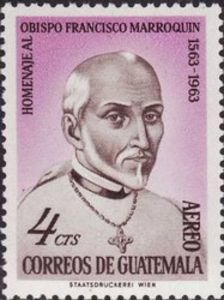
Francisco Marroquín

Francisco Marroquín (1499 - 18 avril 1563) est un évêque du Guatemala et traducteur de langues d'Amérique centrale.
Marroquín est né à Santander, en Espagne. Il a étudié la philosophie et la théologie à l'Universidad Sertoriana de Huesca (es). Après être entré dans les ordres, Marroquín est devenu professeur à l'Université de Osma où il a rencontré Mgr García de Loaysa y Mendoza, un conseiller de l'empereur Charles Quint.
Dès son arrivée au Mexique, il se rend au Guatemala avec Pedro de Alvarado en mai 1528. Le 11 avril 1530, il est nommé curé de la paroisse de Guatemala. Le 18 décembre 1534, il est nommé évêque de Santiago Sacatepéquez et, plus tard, gouverneur provisoire du Guatemala.
Marroquín a fondé l’École de Saint-Thomas en 1559 (maintenant l'Université de San Carlos (Guatemala)) dans le cadre de ses efforts pour l'éducation des autochtones. Il devient un érudit de la langue quiché et publie le premier catéchisme dans cette langue.
En 1972, une université privée a été fondée à son nom dans la ville de Guatemala.

## Œuvres
- Fr. Francisco Marroquin, obispo de Guatemala, Doctrina christiana en lengua ulatleca, (doctrine chrétienne en langue ulatlèque, par François Marroquin, évêque de Guatemala), Mexico, 1566